# Stilobezzia luteola
Stilobezzia luteola är en tvåvingeart som beskrevs av Meillon 1940. Stilobezzia luteola ingår i släktet Stilobezzia och familjen svidknott. Inga underarter finns listade i Catalogue of Life.